# جغرافيا أبخازيا

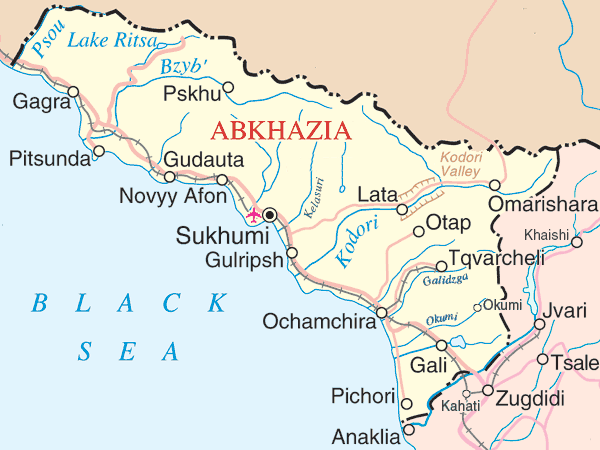
Map of Abkhazia

تغطي ابخازيا مساحة 8,600 كم2، وتحد جورجيا من الشرق، والبحر الأسود من الجنوب، ومن الشمال جبال القوقاز التي تفصلها عن شركيسيا. تغطي الجبال والهضبات حوالي 75% من مساحة البلاد، وتقع معظم المستوطنات على السواحل وفي الوديان.